# أبو القاسم محمد كرو
أبو القاسم محمد كرو (1924-2015) هو كاتب تونسي، ولد في قفصة، تلقى تعليمه في العاصمة تونس، وتخرج في دار المعلمين العليا بالعاصمة العراقية بغداد، ثم نال الإجازة في اللغة العربية، والدكتوراه من جامعة الجزائر، عمل مدرساً في بغداد وطرابلس وتونس، وأصبح رئيساً لدائرة الآداب ومديراً للمركز الثقافي التونسي في طرابلس، ومديراً عاماً للدار العربية للكتاب، وهو عضو في كل من اتحاد الكتاب العرب - سوريا، ومجمع اللغة العربية بالقاهرة (1972) ومجمع اللغة العربية بالأردن (1980)، وجمعية حقوق المؤلفين واتحاد الكتاب التونسيين.

## الجوائز
- وسام الجمهورية (الصنف الثالث)،
- وسام الاستحقاق الثقافي (الصنف الأول) ٩٨٩١،
- وسام الجمهورية (الصنف الثاني)
- جائزة الدولة التقديرية في النقد، 1990
- الجائزة المغاربية للثقافة، 2003

## مؤلفات
صدرت له عدة أعمال أدبية منها:
- ماي شهر الدماء والدموع في المغرب العربي، دراسة، بغداد، 1951.
- كلمات إلى الشباب، 1989.[4]
- حصاد القلم، دراسة، القاهرة 1954.
- كفاح وحب، بيروت، 1952 و1961.[5]
- الشعب والوطنية في شعر الشابي، بيروت، 1954 و1961 وتونس 1956.[6]
- دفاعنا نحن، تونس، 1955.
- نداء العمل، تونس، 1955.
- التعليم التونسي بين الحاضر والمستقبل، تونس، 1955.
- صوت الجزائر، تونس، 1956.
- هيئة الأمم المتحدة (وثائق) تونس 1956.
- الشهيد أحمد رضا حوحو، تونس، 1957.
- هتاف للجمهورية، بيروت، 1961.[7]
- ابن هانئ الأندلسي : متنبي المغرب : دراسة، مختارات، الدار العربية للكتاب، طرابلس، 1984.[8]
- الشابي: حياته وشعره، بيروت وتونس 1973.[9]
- آثار الشابي وصداه في الشرق، بيروت، 1961.[10]
- دراسات عن الشابي، تونس، 1966.[11]
- الطاهر الحداد، تونس، مرتين 1957.
- عبقرية الحداد، دار المغرب العربي، تونس، 1999.[12]
- شوقي وابن زيدون في نونيتهما، مطبعة الترقي، تونس، 1955.[13]
- الشهيد الحبيب ثامر في ذكراه، دار المعارف للطباعة والنشر، سوسة، 1999.[14]
- شخصيات أدبية (بالاشتراك)، تونس، 1958.
- عبد الرزاق كرباكة، شعر الغناء والمسرح: دراسة، مختارات، تونس، 1965.[15]
- ابن هانئ المغربي، دراسة، تونس، 1967.
- خير الدين التونسي، دراسة، تونس، 1958.
- محمد الخضر حسين، دراسة، تونس، 1973.
- ابن منظور الإفريقي، دراسة، تونس، 1972.
- العرب وابن خلدون، دراسة، تونس، 1956.[16]
- حديث رمضان، تونس، 1958.
- دروس التاريخ (بالاشتراك)، جزآن طبعا بتونس 1959 و1960 و1962.
- عصر القيروان (بالاشتراك)، تونس، 1973.
- عبد الوهاب البياتي بين الذكريات والوثائق، دار المعارف للطباعة والنشر، سوسة، 2000.[17]
- حوار وشعراء، دار المغرب العربي، تونس، 2001.[18]
- السطو والنهب في كتبي، دار المغرب العربي، تونس، 2010.[19]

### كتب ساهم في تحريرها
- ذكرى الرصافي، بغداد، 1950.
- ذكرى الشابي وأحمد أمين، تونس، 1955.
- محاضرات الملتقى الأول لابن منظور، تونس، 1972.
- محاضرات الملتقى الثاني لابن منظور، تونس، 1974.
- محاضرات الملتقى الثالث لابن منظور، تونس، 1974.
- محاضرات ملتقى الذاتية الثقافية والضمير القومي، نشر مركز الدراسات والأبحاث للجامعة التونسية، طبع بتونس 1975.